# Kalat Salah ad-Din
Kalat Salah ad-Din (arab. ‏قلعة صلاح الدين‎, trl. Qalʿat Ṣalāḥ ad-Dīn, czyli Twierdza Saladyna, dawniej ‏صهيون‎, trl. Ṣahyūn, czyli Syjon, w czasach krzyżowców Saone) – twierdza w północno-zachodniej Syrii (muhafaza Latakia) położona na wzgórzu w pobliżu wsi Al-Hatta. Ruiny zamku otoczone są fosą o długości 155, szerokości 15-20 i głębokości do 30 metrów. W środkowej części północnej fosy pozostawiono część skały w celu wsparcia mostu wjazdowego do twierdzy. Przy bramie wejściowej znajdowały się dwie wieże.

## Historia
- pierwszy zamek zbudowany przez Fenicjan przed rokiem 334 p.n.e., kiedy miał być oblegany przez wojska Aleksandra Wielkiego;
- X wiek – zamek zostaje rozbudowany na zlecenie Jana I Tzimiskesa, cesarza bizantyjskiego;
- początek XII wieku - zamek przechodzi w ręce krzyżowców;
- 1119 – Roger z Salerno, książę Księstwa Antiochii przekazuje zamek we władanie Robertowi z Saone(inne języki);
- 1132 – zostaje dobudowany masywny donżon;
- po bitwie pod Hittin (1187) zamek zostaje zdobyty przez wojska Saladyna;
- 2006 – wpisanie twierdzy na światową listę UNESCO
- 2013 – z powodu wojny domowej w Syrii toczącej się od 2011 twierdza została wpisana na listę Dziedzictwa Zagrożonego UNESCO[1].